# Пироплазмиды
Пироплазмиды — паразиты, обитают в эритроцитах, реже лейкоцитах и плазме крови. У них различают ядро и цитоплазму. При окраске по Романовскому ядро окрашивается в розово-рубиновый цвет, цитоплазма — в голубоватый. Форма паразитов разнообразная: овальная, кольцевидная, грушевидная (одиночные и парные), амебовидная и анаплазмоидная. Величина пироплазмид колеблется от 0,6 до 7 мкм, количество паразитов в одном эритроците 1—2, редко 4—6 и более.